# Petites Histoires de reins du tout
Pour plus de détails, voir Fiche technique et Distribution.
Petites Histoires de reins du tout est un film français réalisé par Françoise Marie et sorti en 2002.

## Fiche technique
- Titre : Petites Histoires de reins du tout
- Réalisation : Françoise Marie
- Scénario : Françoise Marie et Corinne Spodek
- Photographie :  Ned Burgess
- Son : Jean-Noël Yven
- Montage :  Danielle Gaynor
- Musique : Léon Milo
- Production : Les Productions Faire Bleu
- Pays de  production :  France
- Durée : 16 minutes
- Dates de sortie : 
  - France :
  - États-Unis : 23 mars 2002[1]

## Sélection
- Festival du film français de Richmond 2002[2]